# Breuilpont
Breuilpont település Franciaországban, Eure megyében. Lakosainak száma 1212 fő (2022. január 1.). Breuilpont Bueil, Hécourt, Merey, Neuilly és Cravent községekkel határos.

## Népesség
A település népességének változása:
| Lakosok száma | 512  | 592  | 985  | 1139 | 1201 | 1197 | 1222 | 1216 | 1210 | 1212 |
|               | 1968 | 1982 | 1990 | 2006 | 2013 | 2015 | 2017 | 2019 | 2020 | 2022 |